# ケルトの虎
ケルトの虎（ケルトのとら、英語:Celtic Tiger、アイルランド語:An Tíogar Ceilteach）は、1995年から2007年まで続いたアイルランドの急速な経済成長を指す表現。この経済成長は2008年には終焉を迎えており、2009年には国内総生産 (GDP) が10%以上収縮すると見込まれている。

## 解説
「ケルトの虎」はアイルランドという国そのものを示す表現であり、またアイルランドの好景気の時期も示している。「ケルトの虎」という表現は、確認されている限りでは1994年にまとめられたモルガン・スタンレーのレポートでがはじめて使用されている。また「ケルトの虎」は1980年代から1990年代までの大韓民国、シンガポール、香港、台湾の急速な経済成長を「東アジアの虎」と称したことにならったものである。このケルトの虎の期間は "The Boom" や「アイルランド経済の奇跡」とも呼ばれる。
2009年1月、アイリッシュ・タイムズ紙は社説で「アイルランドは突然、安楽、あるいは奢侈といったものから暗雲立ち込める冷たい海に投げ出されたタイタニックの海難事故のように、ケルトの虎の時代から金融不安の時代に移ったのである」と述べている。ケルトの虎の時期には、アイルランドはヨーロッパで経済弱小国から富裕国の仲間入りを果たす好景気を経験する。アイルランドの成長の要因は議論の余地があるが、政府が主導した経済発展の取り組み、たとえば使用者、政府、労働組合の社会的な連携や、女性労働力の参入の増加、長期間にわたる国内の高等教育に対する投資などが評価されている。また外国からの直接投資や低い法人税、英語能力を持つ労働力のほか、とくに欧州連合に加盟していることは、欧州単一市場への自由な資金の移動や輸出が可能であるということは大きな影響を与えた。
歴史学者リチャード・オルダスは、ケルトの虎はもはやドードーと同じ運命をたどりつつあると考えている。また2008年のはじめには、多くの評論家がソフトランディングが起こりえると考えていた。そして2009年1月までには、アイルランドが不景気に突入すると見込まれていた。

## ケルトの虎
1994年から2000年にかけて、アイルランドの GDP の伸び率は6%から11%のあいだで推移し、その後2001年から2002年初頭までは2%に落ち込んだ。ところがその後、伸び率の平均はおよそ5%までふたたび上昇した。この間、アイルランドの生活水準は飛躍的に上昇し、人口1人あたりの GDP も西ヨーロッパではルクセンブルクについで高くなった。しかし世界金融危機をうけて、ケルトの虎は瀕死の状況に追い込まれた。

### 要因

#### 税制
多くのエコノミストは、アイルランドの成長は低い法人税率や、国民総生産 (GNP) の4%に相当する額がドイツやフランスなどの欧州連合加盟国からの移転収支によってもたらされたものだと評価している。1956年以降、アイルランド政府は一貫して低税率政策を維持してきた。

#### 欧州連合による助成
欧州連合による助成によって教育制度やインフラストラクチャーに対する投資が増額された。リバタリアン系のケイトー研究所は、欧州連合の助成は経済学的に非効率的でアイルランドの経済成長を遅らせていたと指摘している。
しかしながら1973年に欧州経済共同体に加盟したことは、それまで貿易をイギリス頼りにしていたアイルランドにとってヨーロッパの巨大市場に参入する契機となった。

#### 産業政策
1990年代、アイルランド政府産業開発庁 (IDA) などの政府機関の助成金や融資により、アイルランドにはデル、インテル、マイクロソフトなどの有名企業の進出が促された。このような企業がアイルランド進出を決めた背景には、同国が欧州連合に加盟していること、人件費が相対的に安いこと、政府の助成や低税率政策が挙げられる。アイルランド政府商務庁も財務、技術、社会的支援を提供して起業を奨励している。

#### 地理・人口動態
アイルランドはアメリカからすれば都合のよい時間帯に位置しており、アメリカの労働者が眠っている時間にアイルランドの労働者が毎日の仕事の前半部分をこなしていくことができる。このことはとくに法務、財務の部署を持つ企業にとって有益であり、たとえばアメリカの弁護士が眠っている時間にアイルランドの弁護士が訴訟についての作業を行なうことができる。またアメリカ企業にとって、アイルランドはほかの欧州連合加盟国、とくに東ヨーロッパ諸国に比べて政府の介入が少ないということも魅力である。さらに聖金曜日合意によって北アイルランド情勢が安定化したことで、アイルランドは安定した経済活動の環境を整えることができた。
アイルランドはポルトガルやスペインといった人件費が低いほかの欧州連合加盟国の労働者に比べると、労働者が英語でやり取りすることができ、これはアメリカの企業がアイルランドを選ぶ要因となっている。また出生率が低下していることから労働者人口比率が増える人口ボーナスの状態や、女性の労働市場への参加といったことも人口1人あたりの所得増加につながっているとも指摘されている。

### 帰結

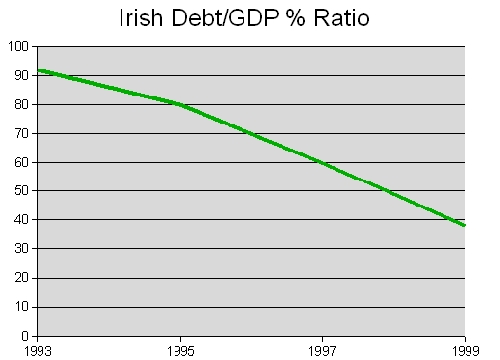
公債発行額の対GDP比
1990年代から急激に低下している

アイルランドは西ヨーロッパにおける最貧国から最富裕国となった。可処分所得が急上昇し、消費者の支出も急激に増加した。1980年代末には18%を記録していた失業率も、好景気の末期までには3.5%にまで下がり、産業労働者の平均賃金もヨーロッパで最も高い水準にまで上昇した。またこの間のインフレーション率も年5%近くとなり、賃金率はイギリスとほぼ同じであったが、アイルランドの物価は北欧諸国と同じ水準にまで上昇した。好景気の期間でも国債は発行されていたが、GDP が急上昇したため、国債発行額の対 GDP 比率は低下していった。
好景気によってもたらされた富はアイルランドの社会基盤や都市の近代化のための投資にあてられた。国家開発計画によって道路基盤が改善され、またルアス、ダブリン・ポートトンネルの新設やコーク郊外鉄道の延長事業が進められた。地方政府でも市内道路が改善され、スパイアー・オブ・ダブリンのような建造物が造られていった。
国外からアイルランドへ移住する人数は、アイルランドから国外に移住する人数を上回り、従来の傾向が逆転した。これによってアイルランドの人口動態が大幅に変動し、ダブリン、コーク、リムリック、ゴールウェイといった都市部では多文化主義が広まっていった。2007年の時点で、アイルランドの人口の10%は国外出身者が占めていると推定されており、とくにポーランドやバルト諸国出身者が多くを占め、これらの人びとの多くは小売業やサービス部門に従事している。アイルランド国内では若年層が地方を出て都市部に住み、働いている。アイルランドの好景気は起業やリスクテイクを促していったが、アイルランド資本での起業はわずかなもので、外国資本の企業がアイルランドの輸出の93%を占めている。
アイルランドでは、アメリカ資本主義の概念を受け入れたことにより、好景気で起こった大量消費がアイルランドの文化を破壊したと考える人が多い。アイルランドがイギリスと歴史的にも、経済的にも結びついていたことは批判の対象になってきたが、政治学者ピーダー・カービーは、アイルランドはアメリカ経済と結びついたことに対して当然のように満足していると指摘した。ところが左派からは、与党の「ベルリンよりもボストンに近い」とする方向性を批判する声があがった。ウィリアム・ウォール、マイク・マコーミック、ゲリー・マーフィーなどの作家も好景気に進められた開発を風刺する作品を発表している。
GDP をさらに成長させ、また長らく国外に国民が移っていったという歴史を持つアイルランドは移民を受け入れなければならないとして、アイルランドに流入してきた移民に対して多くの国民は積極的に働きかけていくべきだという考え方も多くのアイルランド国民に共有されている。
豊かになったことは若者の犯罪率の上昇につながったとし、とくに飲酒による暴力事件は購買力の上昇が原因だとする意見がある。しかしながら豊かになったことは同時に急速に平均寿命や生活水準も押し上げたとする意見もあり、それを示すものとしてエコノミスト誌による生活の質指数でアイルランドは1位とされている。

### 金融不祥事
ニューヨーク・タイムズ紙は2005年、アイルランドについて "Wild West of European finance"（ヨーロッパ金融の西部開拓地域）と表現し、このような考え方によってアイルランド金融サービス監督機構の創設が促された。同機構には強力な監督権限が与えられているにもかかわらず、顧客に過剰支払を請求するといった大きな金融不祥事がたびたび起こっていても、アイルランドの金融機関に対して重い処分を科したことがない。産業界からは、アイルランドは金融不正が見逃されるような国だという意見が噴出した。
2008年12月、アングロ・アイリッシュ・バンクで同行会長に対する不正融資が発覚する。この融資は8年間にわたって銀行のバランスシートに記載されておらず、この事件により金融監督当局の責任者が辞任に追い込まれた。経済評論家のデイヴィッド・マクウィリアムズはアングロ・アイリッシュ・バンクの事件について、アイルランドのエンロンと表現している。

## 2001年-2003年 景気失速
7年にわたる急成長ののち、ケルトの虎の勢いは2002年に急激に失速した。アイルランド経済は世界規模の景気後退に合わせて成長が鈍っていった。
この景気失速は世界中で情報技術 (IT) 産業に対する投資が大幅に削減された影響を受けたものである。IT 産業は1990年代末ごろから過剰に膨らんできたが、IT 関連の市場株価が急落したのである。IT 関連産業はアイルランドにとっても大きな位置を占めており、2002年にはコンピュータ関連で1040億USドルの輸出があった。また2002年にヨーロッパで販売された市販用パッケージソフトの約50%はアイルランドから輸出されたものであった。
口蹄疫やアメリカ同時多発テロによってアメリカやイギリスからの観光客が敬遠したことから、アイルランドの観光、あるいは農業部門に悪影響を及ぼした。またアイルランドの人件費、保険料の上昇や経済競争力の低下から、企業が創業拠点を東ヨーロッパ諸国や中国に移転させていった。さらにユーロの上昇が非ユーロ圏諸国、とくにアメリカやイギリスへの輸出に打撃を与えた。
このころは同時に地球規模で景気が失速した。2002年の4-6月でアメリカ経済の成長率は前年同時期に比べて0.3%にとどまり、この状況を受けて連邦準備制度は経済を刺激しようと11の金利を引き下げた。ヨーロッパでは欧州連合の2002年の成長がほぼ0%となり、ドイツやフランスを始めとする多くの加盟国政府は財政規律を崩し、経済通貨同盟の安定・成長協定を破る大幅な赤字を計上した。
アイルランドでは景気が後退するというほどの影響はなく、経済成長率が鈍化するといった程度に収まり、2003年の末にはアメリカの投資額の水準が戻ったことで景気回復の兆しが見えた。ただ経済評論家からは政府や建設業界よりの経済不均衡、将来の経済成長見通しに対して厳しい批判が寄せられていた。

## 2003年 景気回復

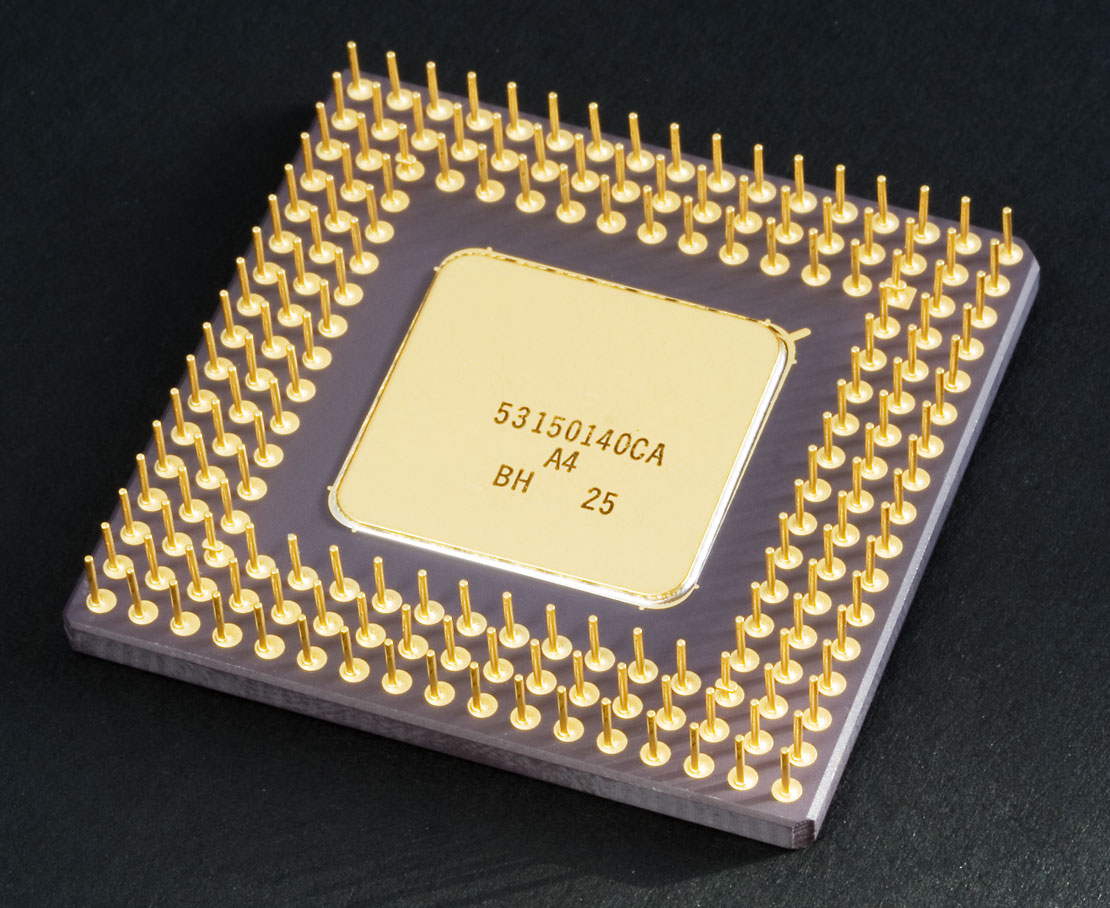
IT 産業の回復によってアイルランド経済が再加速した

2001年から2002年にかけての停滞を経て、アイルランド経済は2003年末から再び成長の勢いを取り戻した。一部のメディアではこの景気の再加速を "Celtic Tiger II" などと表現した。2004年のアイルランドの経済成長率は4.5%となり、同年4月までの欧州連合加盟15か国中で最高を記録し、2005年の成長率もほぼ同程度が見込まれていた。この高い成長率はドイツ、フランス、イタリアなど多くのヨーロッパ諸国の成長率が1-3%程度にとどまっていたのとは対照的なものとなった。
世界的に見ても、アメリカの景気回復に引っ張られる形でアイルランド経済が加速した。口蹄疫や同時多発テロによる観光業の落ち込みも回復に転じ、また世界的に IT 産業が勢いを取り戻したこともアイルランド経済の回復に寄与した。アイルランドはヨーロッパにおけるパーソナルコンピュータの25%を生産し、とくにデルはリムリックにヨーロッパにおける大規模な生産工場を所有し、このほかにもIBM、Apple、ヒューレット・パッカードがアイルランドに生産拠点を置いている。
多国籍企業による新たな投資も相次いだ。インテルはアイルランドの生産能力拡大を再開し、Google もダブリンにオフィスを開設した。アボット・ラボラトリーズはアイルランドの研究施設を新設し、ベル研究所も研究施設の開設を予定していた。
国内の動きとして、国内の科学分野の企業を奨励するためにアイルランド科学財団を設立した。またアイルランドに高度な技術を要する職を集めようとする動きも進められた。政府が新設した特別貯蓄奨励口座制度で満期となった資金により消費者の消費意欲が増進され、小売業の売上が伸びていった。

## 問題点

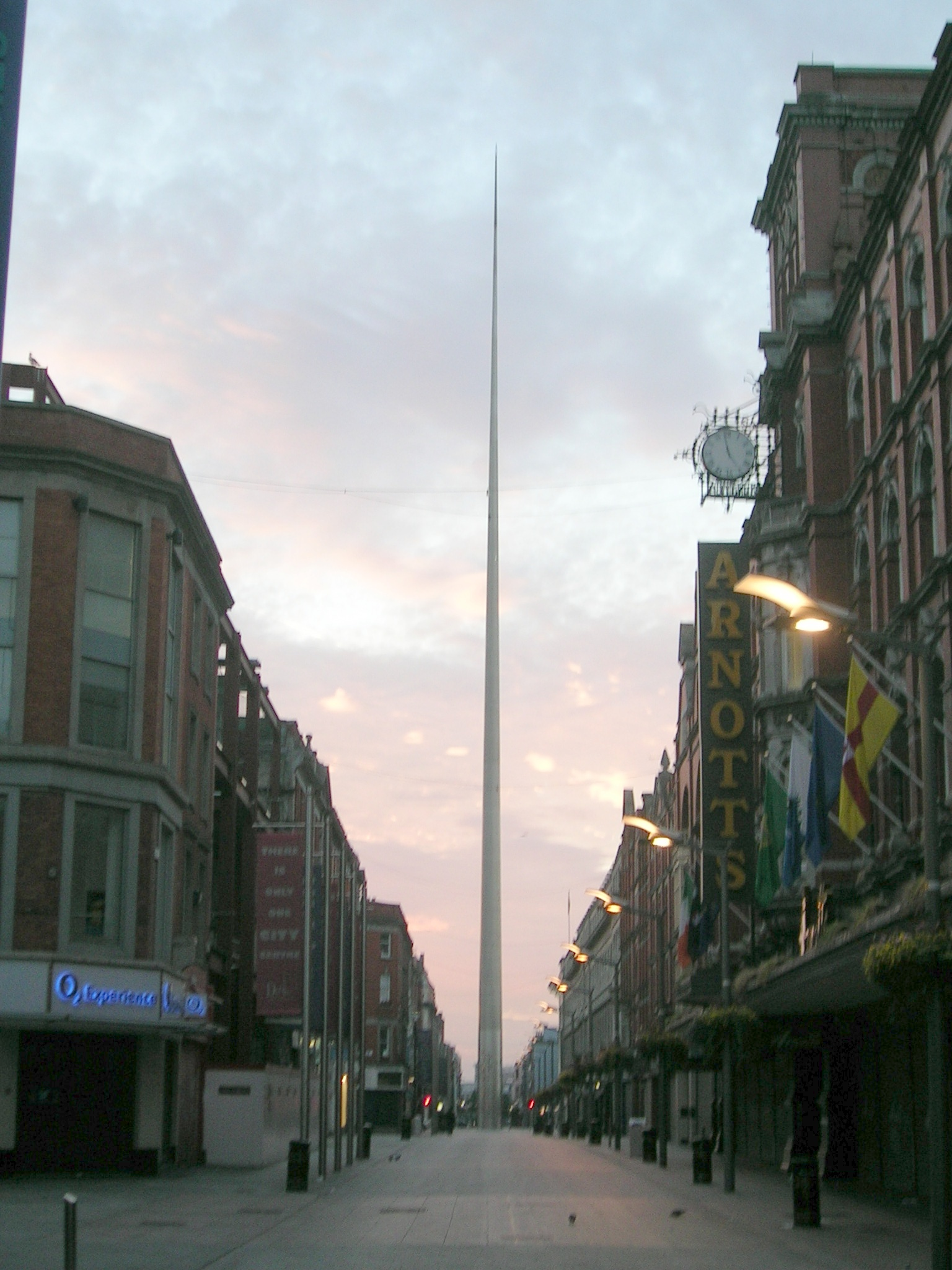
スパイアー・オブ・ダブリン
アイルランドの近代化と繁栄を象徴する建造物

### 不動産市場
2004年に景気が再加速したことで建設業では停滞前の需要量に近づいた。建設部門は GDP のおよそ12%を占め、雇用に占める若年層や非熟練労働者の割合が高かった。しかしながらエコノミスト誌などのメディアは過剰な不動産バブルに対して警告を発していた。2004年には8万件の住宅が新築されているが、人口がアイルランドの15倍であるイギリスのこの年の住宅新規着工数が16万件であったのと比べると、アイルランドの新規着工数が多いということがわかる。2006年には新規住宅の完成件数が9万件に達すると見込まれていた。
2009年1月、ユニバーシティ・カレッジ・ダブリン経済学部の教授モーガン・ケリーは、実質的に住宅価格は最高値から80%下落すると予想している。

### 競争力の低下
人件費の上昇、インフレーション、過大な財政支出はアイルランド経済の競争力を奪っていった。アイルランド、とくにダブリンとその周辺では人件費が欧州連合の平均を大幅に上回っている。これらはなかでも非熟練・半熟練労働者や製造業に影響を及ぼす。さらに専門能力職のアウトソーシングが増加し、2008年にはフィリップスの経理部門での採用をアイルランドではなくポーランドで行い、またデルも2009年1月に1700人規模の製造拠点をアイルランドからポーランドに移転することを発表している。
2006年には直接投資が急増し、また IDA が支援する職も増加した。
政府はアイルランド科学財団を設立して高度技術を要する職業の訓練を実施し、またアイルランドの知識経済の発展を増進する科学研究分野に資金を供給した。
2009年9月に副首相のメアリー・カフランは、2000年から毎年、アイルランドは国際競争力を失ってきたと発言している。

### 国内企業の振興
アイルランドが直面する大きな難題のひとつに国内企業の振興がある。アイルランドにはCRH、ケリー・グループ、ライアンエアー、アライド・アイリッシュ・バンクス、スマーフィット・カッパ・グループ、エランといった国際的な大企業があるが、年間売上高が10億ユーロを超えるような企業は少ない。政府はアイルランド政府商務庁に国内企業の振興を担わせ、2003年には国内での事業立ち上げを効率的に行うためのウェブサイトを開設している。

### エネルギーの外国依存
アイルランドは国内で必要とするエネルギーの80%以上に相当する化石燃料を輸入に頼っている。20世紀半ばから長らく、アイルランドは泥炭湿原の開拓、水力発電所の建設、沖合ガス田の開発などを行い、1970年代には石炭によるエネルギーの供給を開始するなどして外国からのエネルギー資源の供給を抑えてきた。ところがアイルランド国内でのガス、泥炭、水力発電がほぼ開発しつくされてしまい、さらに化石燃料の需要が増加していたところに資源の供給不安や地球温暖化に対する関心が大きくなった。この状況を打破する方策として、風力発電や潮力発電といった代替エネルギーの開発がある。しかし風力発電だけでは十分に電力需要をまかないきれず、従来型の発電所を要することになるため、完全な解決策にはならない。アークローの東の沖合いに洋上風力発電所
の建設が進められており、またアイルランド島の西の沖合いでも風力発電所の建設計画が持ち上がっている。環境エネルギー団体 "Sustainable Energy Ireland" によるレポートでは、風力発電開発が適切に進み、また高圧送電線網につなぐことを阻む自然上の障害の問題を解決できれば、アイルランドは過剰な発電量を輸出することができるとしている。アイルランドでは風力発電が全発電量の5%を占めている。

### 富の分配
アイルランドが得てきた新しい富は均等に分配されていない。国際連合は2004年に、アイルランドは西側諸国ではアメリカについで格差が大きいという報告をまとめている。政府は全国各地のインフラストラクチャーに資金を投じるために国家開発計画を策定し、また「ゲートウェイ」や「ハブ」の開発を重点的に取り組む国家空間戦略を設定しており、国家空間戦略ではネイス、マリンガー、アスローン、エニスといった町が指定された。
それでもなお格差は解消されていない。政府はバリムン・リジェネレーション・リミテッドに対して、つい1960年までに開発されたダブリン北部にあるバリムン地区の再開発や住民の移転について協力を求め、両者は2004年からバリムン・フラッツの解体に着手した。
アイルランドの富が等しく分配されていないという考え方に対しては、デイヴィッド・マクウィリアムズなどの経済評論家やジャーナリストの間で異論がある。マクウィリアムズは、ある測定方法によればアイルランドは平等性が平均を上回っているとするユーロスタットの統計結果を持ち出している。ところがこの統計では、概してイギリス、地中海諸国、2004年以降に欧州連合に加盟した諸国のような、アイルランドよりも開発が進んでいない国や、あるいは自由市場経済が発達した国よりはましであるという結果が示されているが、スカンディナヴィア諸国やドイツ、フランスといった国と比べるとアイルランドにおける格差ははるかに大きい。さらにアイルランドの格差はほかの統計方法でも示されている。Economic and Social Research Institute (ESRI) が2006年12月に発表したレポートによると、アイルランドは子どもの貧困の水準では富裕26か国中22位となり、またヨーロッパでは2番目に格差が大きい国であるとされた。

### 景気悪化と ESRI による見通し
ESRI は2008年6月24日に、2008年のアイルランド経済がわずかながらもマイナス成長となる見通しを示していたが、CIA The World Factbook によると2008年のアイルランドの GDP 成長率はマイナス3%となり、1983年以来のマイナス成長となった。また ESRI は2008年の経済見通しで、商品やサービスの生産が落ち込み、アイルランドは緩やかな景気後退となることを示した。ESRI は2009年から2010年にかけて景気が回復すると予想している。2008年9月、アイルランドはユーロ圏諸国ではじめて景気後退に突入した。アイルランド中央統計局による統計で不動産バブルの破裂と消費者支出の急落が明らかとなり、景気後退と「ケルトの虎」の終焉がはっきりと示された。
2008年の第2四半期における GDP は、前年同時期と比べて0.8%のマイナスとなり、2四半期連続でマイナス成長となったことで景気後退が明確なものとなった。アイルランドの景気後退は1983年以来で、経済は成長の落ち込みで打撃を受け、またエコノミストは内需の落ち込みと輸出の伸び悩みから経済成長のマイナス幅が拡大して、2009年は不景気が深刻化すると予測している。2008年11月、ホットプレス誌のインタビューで、アイルランドの首相であるブライアン・カウエンは多くの国民がいまだにどれだけ財政が悪化しているということに気づいていないとして、「来年は世界的にきわめて困難な年となるだろう。私たちが耐え抜けると思えないような金融不安に苛まれているのだ」と述べている。
アメリカ合衆国大統領バラク・オバマは選挙運動中に、他国に流出したアメリカの職や利益を戻すための法律の策定を公約した。この法律が成立すれば、アメリカの資本に大きく依存しているアイルランド経済にとって深刻な状況をもたらしかねない。
2009年1月30日、クレジット・デフォルト・スワップの価格でギリシャのソブリン債を上回ったことで、アイルランドの政府債はユーロ圏でもっともリスクが大きいものとなった。
2009年2月、カウエンは2009年のアイルランド経済について6.5%収縮するという見通しを示している。

## 「ケルトの虎」後
2008年にアイルランドが景気後退に入ったことが明確となったことで、不動産バブルの破裂や金融システム不安といった、「虎」の期間に定着した考え方の多くが破綻した。アイルランドは好景気のあとに多くの欠乏を抱えている。アイリッシュ・タイムズのコラムニストであるフィンタン・オトゥールは「ケルトの虎のあとのアイルランドは、十分な公共医療サービスも、子どもの飢餓の撲滅も、世界に通用するインフラストラクチャーも、満足な初等教育制度もない。さらにわれわれがこの混乱から脱する唯一の道である「イノベーション社会」、あるいは「知識経済」というものさえもないのである。」と述べている。つまり展望やリーダーシップが欠如していたために、「虎」の時代にカネをうまく使って社会に生かすことをしてこなかったというのである。
2009年、元首相のギャレット・フィッツジェラルドはアイルランドのひどい経済状態について、相次いだ「悲惨な」政策の失敗によるものであると政府を非難した。なかでも2000年から2003年にかけて、当時財務相だったチャーリー・マクリービィによって所得税が引き下げられた一方で歳出を48%増加させたことや、政府による住宅バブルの膨張を「とてつもない規模」で許容し、また促進させてきたことを槍玉に挙げた。
またノーベル賞を受賞したポール・クルーグマンは「今のままの景気後退の対応が続く限りは、アイルランドは実際のところ、世界の景気が回復してからの輸出主導の回復という望みしか選択肢がない」という厳しい見通しを示した。
2009年4月中旬、国際通貨基金はアイルランドに対してきわめて厳しい見通しを示した。それによるとアイルランド経済は2009年には8%、2010年には3%収縮し、またこの見通しさえもまだ楽観的なものだとした。
2009年4月28日に発表された ESRI のレポートでは、アイルランドの失業率は2010年に17%近くまで上昇すると予測されている。また ESRI は「われわれの予想では、アイルランド経済は2008年から2010年の3年間でおよそ14%収縮すると見ている。歴史的にも、国際的にもこのような景気後退は大規模なものである」としている。